# Сир-Бани-Яс
Сир-Бани-Яс, также Яс (араб. صير بنى ياس‎) — остров в Персидском заливе. Принадлежит эмирату Абу-Даби, муниципальному региону Эд-Дафра. Находится на юго-западе Объединённых Арабских Эмиратов, примерно в 250 км от Абу-Даби, столицы государства.

## Природа
Площадь Сир-Бани-Яса — 87 км². Крупные населённые пункты: Зар и Даса. Ландшафт острова в основном равнинный. Высшей точкой является большой соляной купол — Карн-Бу-Найдар, 131 м. Рек на острове нет.
С 1971 года на острове ведётся работа по созданию «Арабского парка дикой природы» — к 2015 году планируется соединить остров с соседними семью островами и создать парк значительно большей площади. Благодаря системе искусственного орошения пустынный остров был озеленён, что позволило восстановить в парке богатый животный мир, в основном совпадающий с животным миром, некогда существовавшим в Аравии. На острове в естественных условиях живут газели, редчайшие белые ориксы, канны, гарны, азиатские горные бараны, страусы и жирафы. Из крупных хищников имеются азиатские гепарды и гиены.
Кроме того, остров выполняет функции морского заповедника — он является местом гнездования морских птиц, «яслями» океанических черепах, и позволяет сохранять биоразнообразие прибрежных вод. Крупным успехом заповедника стало то, что в нём удалось добиться размножения в естественных условиях азиатского гепарда.
На побережье имеются мангровые леса.

## Климат
Климат острова сухой тропический. Осадков выпадает от 10 до 20 мм в год, в основном — в зимние месяцы. С ноября по март средняя дневная температура составляет +25 °С, средняя ночная составляет +16 °С. С июля по август температура может достигать +45 °С и более в тени, и для этого периода характерна очень высокая влажность.